# Estadio La Magdalena
El estadio de La Magdalena es el estadio de fútbol en el que el Novelda Club de Fútbol disputa sus partidos como local. Forma parte del Campo de Deportes La Magdalena, perteneciente al municipio de Novelda, Alicante. El estadio fue inaugurado en 1949 y cuenta con una capacidad actual de 6500 espectadores, existiendo 1800 asientos distribuidos entre la zona de preferente y de tribuna, esta última cubierta.

## Historia
El Estadio La Magdalena se inauguró oficialmente el 18 de julio de 1949, en un partido amistoso disputado entre el equipo local, el Novelda Club de Fútbol y el Valencia CF, siendo la superficie de tierra.
Posteriormente, en la época dorada del equipo (que coincidió con los ascensos a Tercera División y Segunda División B) se cambió la tierra por césped natural, superficie sobre la cual la ciudad de Novelda vio pasar a jugadores como Carles Puyol, Xavi Hernández y Oleguer Presas cuando militaban en el FC Barcelona B y a Raúl Bravo cuando militaba en el Real Madrid B.
Sobre el césped artificial, también se produjeron encuentros de Copa del Rey ante equipos como Real Zaragoza, UD Las Palmas o Valencia CF, estos dos últimos eliminados por el Novelda CF en la eliminatoria a partido único. El momento más recordado que se ha vivido en el Estadio La Magdalena es, sin duda alguna, la victoria en la primera ronda de la Copa del Rey 2002-2003 ante el FC Barcelona, por 3-2, con tres goles de Jesús Antonio Madrigal.
El año 2009, el Ayuntamiento de Novelda (propietario del recinto) recibió una subvención por parte de la Diputación Provincial de Alicante para sustituir el césped natural por el artificial. Esta obra empezó en julio de 2009 y terminó en enero de 2010, estrenando la nueva superficie un partido correspondiente a la jornada 19 de la Tercera División grupo VI disputado entre el Novelda CF y el Jove Español de San Vicente el 6 de enero de ese mismo año.

## Instalaciones
El Estadio La Magdalena tiene actualmente unas dimensiones de 97 metros de largo × 65 metros de ancho. Cuenta con dos bares (uno de ellos desocupado), sala de prensa, sala para invitados vip, marcador electrónico y cuatro torres de iluminación artificial. Así mismo tiene los correspondientes vestuarios para el equipo local y el visitante, y el vestuario para el trío arbitral. Actualmente se está construyendo la sede social del Novelda CF en sus aledaños.